# Vito D'Ancona

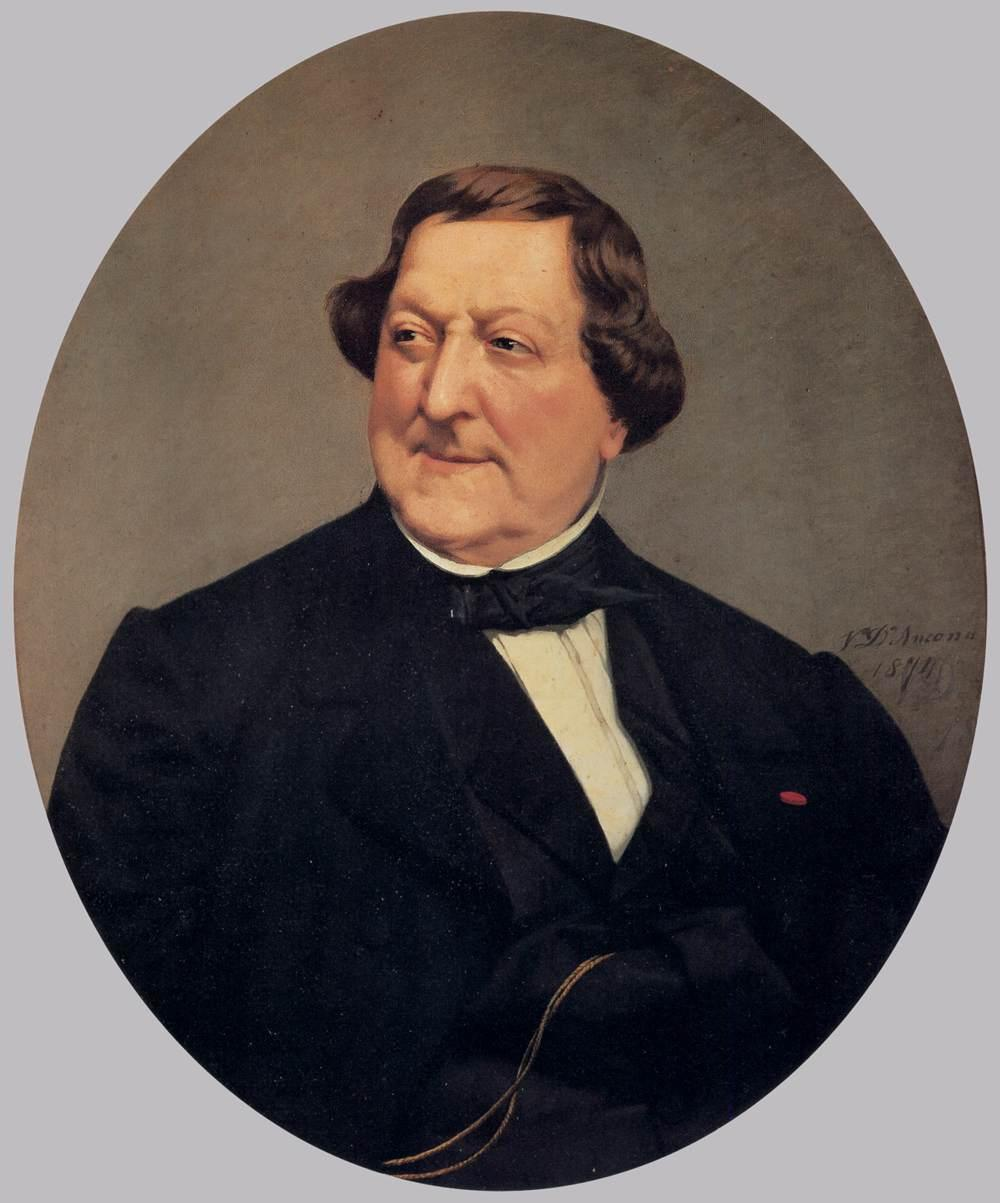
Vito D'Ancona, Gioacchino Rossini, 1874. Palazzo Pitti

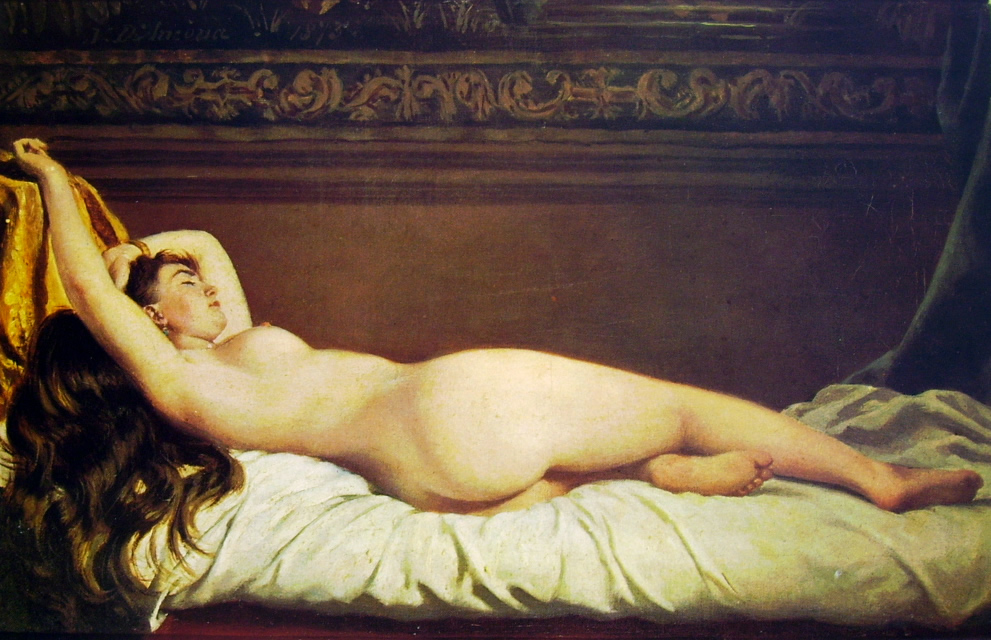
Vito D'Ancona, Nud, 1873. Galleria d'Arte Moderna, Milano, Italia

Vito D'Ancona (n. 12 august 1825, Pisaurum, Statele Papale – d. 9 ianuarie 1884, Florența, Regatul Italiei) a fost un pictor italian din grupul Macchiaioli⁠(d).
S-a născut în Pesaro într-o familie evreiască înstărită. Și-a început formarea artistică la Florența, iar în 1844 a fost admis la Accademia di Belle Arti, unde a studiat cu Giuseppe Bezzuoli⁠(d). S-a împrietenit cu Serafino De Tivoli⁠(d) și i s-a alăturat pictând peisaje En plein air⁠(d). În 1848 a luptat ca voluntar toscan pentru Garibaldi în Risorgimento. În anii 1850 a făcut cunoștință cu artiștii care frecventau Caffè Michelangiolo din Florența, care în curând aveau să fie cunoscuți sub numele de Macchiaioli.
D'Ancona a obținut succes ca portretist și puține dintre picturile sale de peisaje pot fi găsite astăzi. Femeie la curse (ca. 1873) dezvăluie influența japonismului pe care a absorbit-o în timp ce locuia la Paris între 1867 și 1874. Suferind de efectele sifilisului, sănătatea lui D'Ancona s-a înrăutățit la mijlocul anilor 1870 și a încetat să picteze în 1878. A murit la Florența la 9 ianuarie 1884.
Colecțiile care dețin lucrări ale lui Vito D'Ancona includ Galleria Nazionale d'Arte Moderna⁠(d), Roma și Muzeul Israelul din Ierusalim.